# 高樹 (光緒進士)
高樹（？—？），四川省瀘州直隸州人，清朝政治人物、進士出身。
光緒十五年（1889年），参加光緒己丑科殿試，登進士二甲62名。同年五月，著主事，分部学习。